# Regiones militares de España
Las regiones militares fueron una subdivisión administrativa de tipo militar que existieron en España desde el siglo XVIII hasta finales del siglo XX. Constituían una subdivisión territorial en cuanto a la asignación de recursos humanos y materiales con vistas a la defensa, por lo que las regiones militares respondían a un modelo de defensa territorial determinado.

## Armada Española

### Origen

Departamentos Navales de España en los años 70.

La división en regiones navales surgió en 1726 a raíz de una orden del rey Felipe V, que dividía el litoral peninsular en tres grandes jurisdicciones militares, que recibieron a lo largo de la Historia las denominaciones de Departamento Marítimo, Departamento Naval, y posteriormente, Zona Marítima. Estas grandes jurisdicciones eran las siguientes:
- Departamento Naval del Cantábrico, con capital en Ferrol.
- Departamento Naval del Estrecho, con capital en San Fernando.
- Departamento Naval del Mediterráneo o Levante, con capital en Cartagena.[3]

Según el Decreto de 14 de diciembre de 1973, los departamentos marítimos (al mando de un almirante, con el cargo de capitán general) eran los siguientes:
| Departamento marítimo          | Cabecera                   | Provincias | Observaciones |
| ------------------------------ | -------------------------- | --- | --- |
| Zona Marítima del Cantábrico   | El Ferrol                  | Pontevedra, La Coruña, Lugo, Asturias, Vizcaya, Guipúzcoa, Orense, Cantabria, Burgos, La Rioja, Álava y Navarra | Se circunscribe a las aguas oceánicas del litoral limitado entre los ríos Bidasoa y Miño.                                                                                           |
| Zona Marítima del Estrecho     | Cádiz                      | Huelva, Sevilla, Cádiz, Málaga, Granada, Almería (excepto los partidos judiciales de Cuevas de Almanzora, Sorbas y Vera), Badajoz, Córdoba y Jaén, Ceuta y Melilla, Islas Chafarinas y de Alborán y peñones de Alhucemas y Vélez de la Gomera | Se circunscribe a las aguas oceánicas y marítimas del litoral limitado entre el río Guadiana y cabo de Gata.                                                                        |
| Zona Marítima del Mediterráneo | Cartagena                  | Almería (sólo los partidos judiciales de Cuevas de Almanzora, Sorbas y Vera), Murcia, Alicante, Valencia, Castellón de la Plana, Tarragona, Barcelona, Gerona, Baleares, Albacete y Lérida                                                    | Se circunscribe a las aguas del Mediterráneo occidental, excepto el mar de Alborán, en la costa comprendida entre el Cabo de Gata y el Cabo Cerbere, incluyendo las Islas Baleares. |
| Zona Marítima de Canarias      | Las Palmas de Gran Canaria | Islas Canarias y Sáhara Español | Se circunscribe a las aguas del Océano Atlántico controlables desde las provincias de esta demarcación marítima.                                                                    |
| Jurisdicción Central de Marina |                            | León, Zamora, Salamanca, Palencia, Valladolid, Ávila, Segovia, Soria, Huesca, Zaragoza, Teruel, Cáceres, Madrid, Guadalajara, Cuenca, Toledo y Ciudad Real.                                                                                   | Se circunscribe al interior peninsular no asignado a ninguna Zona Marítima. |

En 1978, por ejemplo, la estructura continuaba siendo geográfica, con los tres departamentos marítimos históricos vigentes, con sede en Ferrol, San Fernando y Cartagena, y una Comandancia General en Las Palmas, más dos sectores navales en Barcelona y Palma de Mallorca, 25 comandancias de Marina y 71 ayudantías repartidas por toda la costa y que llevaban la presencia de la Armada a la población civil.
Posteriormente, desde esta organización geográfica, que trataba de cubrir toda la costa y mares circundantes, se pasó a comienzos del siglo XXI a una funcional, de acuerdo con los nuevos conceptos introducidos por el Ministerio de Defensa en los ejércitos en Cuartel General, Fuerza y Apoyo a la Fuerza. El 6 de septiembre de 2002, en virtud del Real Decreto 912/2002, que desarrolla la estructura básica de las tres ramas de las Fuerzas Armadas, se introdujo en la Armada una organización de carácter funcional. Ahora, desaparecido ya el concepto territorial del mando, la cúpula de la Armada Española la ocupa un almirante jefe de Estado Mayor, directamente auxiliado por los tres almirantes responsables de la Flota, del área de Personal y del Apoyo Logístico. Esto implicaba la desaparición de las capitanías generales que, durante casi tres siglos, llevaron el control de sus respectivos espacios marítimos naturales.

## Ejército del Aire

### Origen

Regiones aéreas de España en 1939-1940.

El 7 de octubre de 1939 se crea el Ejército del Aire, que alcanza por fin el grado de Ejército. El primer despliegue del Ejército del Aire en septiembre del 39, y el establecido en el Orden de Batalla del Ejército del Aire (10 de mayo de 1940) fue el siguiente:
- 1ª Región Aérea del Centro, con Jefatura de la Región Aérea en Madrid.
  - Grupo n.º 21 de Caza (Getafe)
    - 21.ª Escuadrilla: 24 Fiat C.R.32[6]
    - 22.ª Escuadrilla: 24 Fiat C.R.32

  - Grupo n.º 31 de Caza (Getafe)
    - 31.ª Escuadrilla: 24 Heinkel He 51
    - 32.ª Escuadrilla: 24 Heinkel He 51

  - 11.ª Escuadrilla de Bombardeo: 24 Fiat BR.20 (Barajas)
  - 44.ª Escuadrilla de Bombardeo: 24 Dornier Do 17 (Alcalá de Henares)
- 2.ª Región Aérea del Estrecho, con Jefatura de la Región Aérea en Sevilla.
  - Grupo n.º 11 de Bombardeo (Tablada)
    - 12.ª Escuadrilla: 24 Savoia-Marchetti S.M.79
    - 13.ª Escuadrilla: 24 Savoia-Marchetti S.M.79

  - Grupo n.º 12 de Bombardeo (Armilla)
    - 14.ª Escuadrilla: 24 Savoia-Marchetti S.M.79
    - 15.ª Escuadrilla: 24 Savoia-Marchetti S.M.79

  - 23.ª Escuadrilla de caza: 24 Polikarpov I-16
  - 26.ª Escuadrilla de caza: 24 Polikarpov I-16
  - 61.ª Escuadrilla de Apoyo: 12 Henschel Hs 123
- 3.ª Región Aérea de Levante, con Jefatura de la Región Aérea en Valencia.
  - Grupo n.º 13 de Bombardeo (Los Llanos)
    - 16.ª Escuadrilla: 24 Tupolev SB-2
    - 17.ª Escuadrilla: 24 Tupolev SB-2

  - Grupo n.º 32 de Caza (Manises)
    - 31.ª Escuadrilla: 24 Polikarpov I-15
    - 32.ª Escuadrilla: 24 Polikarpov I-15

  - 24.ª Escuadrilla de Bombardeo: 24 Polikarpov I-15 (Manises)
- 4.ª Región Aérea del Pirineo, con Jefatura de la Región Aérea en Zaragoza.
  - Grupo n.º 14 de Bombardeo (Zaragoza)
    - 18.ª Escuadrilla: 24 Heinkel He 111
    - 19.ª Escuadrilla: 24 Heinkel He 111

  - Grupo n.º 15 de Bombardeo (Logroño)
    - 110.ª Escuadrilla: 24 Heinkel He 111
    - 111.ª Escuadrilla: 24 Heinkel He 111

  - 25.ª Escuadrilla de caza: 24 Messerschmitt Bf 109
  - 41.ª Escuadrilla de Apoyo: 12 Heinkel He 45
- 5.ª Región Aérea del Cantábrico, con Jefatura de la Región Aérea en Valladolid.
  - Grupo n.º 33 de caza (Villanubla)
    - 35.ª Escuadrilla: 24 Polikarpov I-15
    - 36.ª Escuadrilla: 24 Polikarpov I-15

  - 42.ª Escuadrilla de Bombardeo: 24 Caproni Ca.310 (Villafría de Burgos)
  - 114.ª Escuadrilla de Transporte: 24 Junker Ju 52 (Matacán)
- Fuerza Aérea de las Baleares, con Jefatura de la Fuerza Aérea en Palma de Mallorca.
  - 28.ª Escuadrilla de Caza: 24 Fiat C.R.32 (Son San Joan)
  - 51.ª Escuadrilla mixta de hidroaviones: 3 Heinkel He 60 y 6 Romeo Ro.43 (Pollensa)
- Fuerza Aérea de África
  - 27.ª Escuadrilla de Caza: 24 Heinkel He 112 y Fiat G.50 (Melilla)
  - 43.ª Escuadrilla de Apoyo: 24 Polikarpov R-Z (Tetuán)
  - 51.ª destacamento de hidroaviones: 6 Dornier Do 15 (El Atalayón)
  - 41.ª sección de reconocimiento: 4 Henschel Hs 126
- Fuerza Aérea del Atlántico, con Jefatura de la Región Aérea en Las Palmas.
  - 11.ª destacamento de hidroaviones: 5 Junkers Ju 52 y 1 Messerschmitt Bf 108 (Villa Bens)
  - Sección de reconocimiento (Sahara español)

Regiones aéreas de España en los años 70.

Según el Decreto de 1 de febrero de 1968, las Regiones y Zonas Aéreas (al mando de un General Jefe de Región o Zona Aérea, con la atribución propia de un capitán general) eran las siguientes:
| Región o Zona Aérea    | Cuartel General            | Provincias |
| ---------------------- | -------------------------- | --- |
| Primera Región Aérea   | Madrid                     | Madrid, Toledo, Cuenca, Guadalajara, Santander, Burgos, Segovia, Ávila, León, Zamora, Salamanca, Valladolid, Palencia, La Coruña, Lugo, Orense, Pontevedra, Oviedo y Cáceres. |
| Segunda Región Aérea   | Sevilla                    | Sevilla, Cádiz, Huelva, Córdoba, Jaén, Málaga, Granada, Almería, Ceuta, Melilla, Badajoz, Ciudad Real, Albacete, Murcia y Alicante.                                           |
| Tercera Región Aérea   | Zaragoza                   | Zaragoza, Huesca, Teruel, Barcelona, Tarragona, Lérida, Gerona, Valencia, Castellón, Baleares, Navarra, Álava, Guipúzcoa, Vizcaya, Logroño y Soria.                           |
| Zona Aérea de Canarias | Las Palmas de Gran Canaria | Las Palmas, Santa Cruz de Tenerife, Sáhara Español, Ifni, Fernando Poo y Rio Muni.                                                                                            |

## Ejército de Tierra
En España, cada región militar estaba mandada por un capitán general y las guarniciones estaban compuestas por regimientos, los cuales se agrupaban en brigadas y divisiones, mandadas por los respectivos generales de brigada o de división, o por tenientes generales. Existían también unidades auxiliares y no combatientes (por ejemplo sanidad, intendencia, etc.) y otras unidades combatientes no agrupadas en regimientos y que dependían directamente del capitán general (por ejemplo las fuerzas aéreas o navales).

### Origen
Nota preliminar: sabido es que en 1492, los Reyes Católicos crearon la primera capitanía general de Castilla en el recién conquistado Reino de Granada.[cita requerida]
Durante el reinado de Felipe V de España fue revitalizada la antigua figura del capitán general, responsable del  ejército real presente en su jurisdicción.
La división de España en capitanías generales data de 1705, cuando se ajustaron a los antiguos reinos que constituían la Monarquía Hispánica. Se trataban de trece regiones: Andalucía, Aragón, Burgos, Canarias, Castilla la Vieja, Cataluña, Extremadura, Galicia, Costa de Granada, Guipúzcoa, Mallorca, Navarra y Valencia. En 1714 se crea la Capitanía General de Castilla la Nueva a partir de la Comisaría General de la Gente de Guerra de Madrid.
En aquella época, los ejércitos eran expedicionarios. En tiempos de paz, los cuerpos estaban a las órdenes del Capitán General sin formar ejército. Cuando se iniciaba una guerra, se iban formando brigadas y divisiones velozmente, creadas a partir de las distintas Armas que se iban ligando entre sí. Al mismo tiempo, se nombraba un general en jefe que designaba a su Estado Mayor. De esta forma, la división territorial no llevaba pareja una división orgánica, con los inconveniente que ello conllevaba, como la desorganización del mando, dispersión, dificultades en la ejecución o desconocimiento del estado real de los cuerpos.
En 1822, durante el Trienio Liberal, y en ejecución de la Ley Constitutiva del Ejército de 1821, se dividió el territorio español en 13 distritos militares, que venían prácticamente a coincidir con el mapa heredado del siglo XVIII; su numeración y capitales eran las siguientes: 1, Madrid; 2, La Coruña; 3, Valladolid; 4, Burgos; 5, Vitoria; 6, Zaragoza; 7, Barcelona; 8, Valencia; 9, Granada; 10, Sevilla; 11, Badajoz; 12, Palma de Mallorca, y 13, Santa Cruz de Tenerife:
| Distritos | Capitales              | Provincias                                                                 |
| --------- | ---------------------- | -------------------------------------------------------------------------- |
| I         | Madrid                 | Ciudad Real, Cuenca, Guadalajara, Madrid, Toledo                           |
| II        | La Coruña              | La Coruña, Lugo, Orense, Vigo y Villafranca                                |
| III       | Valladolid             | Oviedo, León, Salamanca, Zamora, Ávila y Valladolid                        |
| IV        | Burgos                 | Palencia, Burgos, Santander, Soria y Segovia                               |
| V         | Vitoria                | Pamplona, Logroño, San Sebastián, Vitoria y Bilbao                         |
| VI        | Zaragoza               | Calatayud, Huesca, Teruel y Zaragoza                                       |
| VII       | Barcelona              | Barcelona, Gerona, Lérida y Tarragona                                      |
| VIII      | Valencia               | Alicante, Castellón, Chinchilla, Játiva, Murcia y Valencia                 |
| IX        | Granada                | Almería, Granada, Jaén, Málaga y presidios de África                       |
| X         | Sevilla                | Cádiz (incluyendo el Campo de Gibraltar), Ceuta, Córdoba, Huelva y Sevilla |
| XI        | Badajoz                | Badajoz, Cáceres                                                           |
| XII       | Palma                  | Islas Baleares                                                             |
| XIII      | Santa Cruz de Tenerife | Islas Canarias                                                             |

Regiones militares de España establecidas en 1822.

La vigencia de esta división duró lo mismo que el Trienio Liberal. Las diferentes modificaciones posteriores estuvieron motivadas por los cambios surgidos en la distribución provincial o por necesidades estratégicas. En 1824 la provincia de Albacete se incorporó al distrito de Valencia y en 1825 se dividió el 5.º distrito en la Capitanía General de Guipúzcoa y la Capitanía General y Virreinato de Navarra. En 1831, con Fernando VII, se establecía una división casi coincidente con la anterior (Navarra sustituye a Burgos y no se nombra a Canarias), habla de 12 Capitanías Generales, como en el siglo XVIII, que designa con los nombres de los reinos, regiones y provincias tradicionales: Castilla la Nueva, Cataluña, Castilla la Vieja, Galicia, Navarra, Aragón, Mallorca, Guipúzcoa (a partir de 1840: provincias Vascongadas), Andalucía, Extremadura, Valencia y Granada (con Jaén a partir de 1839).
La siguiente reforma significativa que se produjo fue la de 1841. Sufre modificaciones temporales, generalmente suprimidas posteriormente. Destacan, entre otras, las siguientes modificaciones:
- 1847 - 1851: Creación de la Capitanía General de África con las posesiones sobre la costa del Mediterráneo, tras lo cual se restablece la Comandancia General de Ceuta, volviendo a depender de la Capitanía de Granada Melilla, Peñón de la Gomera así como las islas Chafarinas.
- 1848 - 1851; 1866 - 1874: Refundición, en dos períodos de tiempo, de las Capitanías Generales de Vascongadas y Navarra.
- 1852: Integración del Condado de Treviño (Burgos) en la provincia militar de Álava.
- 1851 - 1852: Alteración de los territorios de las Capitanías Generales de Castilla la Nueva y Valencia como consecuencia de haberse agregado parte de la provincia de Cuenca a la de Valencia.
- 1859 - 1860: Reducción a cinco grandes distritos militares, durante la guerra de África: 
  - Castilla la Nueva - Valencia.
  - Cataluña - Aragón - Baleares.
  - Andalucía - Granada - Extremadura.
  - Castilla la Vieja - Galicia.
  - Navarra - provincias Vascongadas - Burgos.
- 1866 - 1872: Supresión de la Capitanía General de Burgos e integración en la Capitanía General de Castilla La Vieja.
- 1866 - 1874: Supresión de la Capitanía General de Extremadura e integración en la Capitanía General de Andalucía.[13]

En 1878 se consagraría momentáneamente la división de 1841, resultando esta última así:
| Capitanías Generales         | Capitales              | Provincias                                                                             |
| ---------------------------- | ---------------------- | -------------------------------------------------------------------------------------- |
| I - Castilla La Nueva        | Madrid                 | Ciudad Real, Cuenca, Guadalajara, Madrid, Toledo y Segovia                             |
| II - Cataluña                | Barcelona              | Barcelona, Gerona, Lérida y Tarragona                                                  |
| III - Andalucía              | Sevilla                | Cádiz, Córdoba, Huelva, Sevilla y Comandancias Generales de Ceuta y Campo de Gibraltar |
| IV - Valencia                | Valencia               | Albacete, Alicante, Castellón, Murcia y Valencia                                       |
| V - Galicia                  | La Coruña              | La Coruña, Lugo, Orense, Vigo y Villafranca                                            |
| VI - Aragón                  | Zaragoza               | Huesca, Teruel y Zaragoza                                                              |
| VII - Granada                | Granada                | Almería, Granada, Jaén, Málaga y presidios de África                                   |
| VIII - Castilla La Vieja     | Valladolid             | Oviedo, León, Salamanca, Zamora, Ávila, Palencia y Valladolid                          |
| IX - Extremadura             | Badajoz                | Badajoz, Cáceres                                                                       |
| X - Navarra                  | Pamplona               | Navarra                                                                                |
| XI - Burgos                  | Burgos                 | Burgos, Logroño, Santander y Soria                                                     |
| XII - Provincias Vascongadas | Vitoria                | Álava, Guipúzcoa y Vizcaya                                                             |
| XIII - Islas Baleares        | Palma                  | Islas Baleares                                                                         |
| XIV - Islas Canarias         | Santa Cruz de Tenerife | Islas Canarias                                                                         |

Otras reformas de importancia que se efectuaron posteriormente fueron las llevadas a cabo en 1893 (en la que los antiguos distritos pasaron a denominarse regiones militares), 1896, 1904, 1907, 1918 y 1931. En 1893, esta organización experimentará una profunda transformación, volviéndose a dividir el territorio peninsular en siete nuevas regiones militares, a la vez que se constituyeron las Comandancias Generales de Baleares, Canarias, Ceuta y Melilla. Por otro Real Decreto de 31 de mayo de 1899, se recuperan para las regiones las antiguas denominaciones geográficas (Castilla la Nueva, Andalucía, Valencia, Cataluña, Aragón, Norte, Castilla la Vieja y Galicia), aunque se mantiene su número y distribución territorial. Por el Real Decreto de 2 de noviembre de 1904, se modifica nuevamente el nombre de las regiones militares, que pierden sus denominaciones geográficas y vuelven a distinguirse solo por su numeración. En 1907 se reestructuran las capitanías generales, recibiendo el nombre de regiones militares.

### Segunda República
Durante la II República, una de las reformas militares del político y ministro Manuel Azaña consistió en suprimir las regiones militares, en 1931, creando en su lugar las divisiones orgánicas mandadas por un general de división.

### Franquismo
Tras la guerra civil española y la instauración de la dictadura franquista, mediante el Decreto de 4 de julio de 1939 del Ministerio de Defensa Nacional se estableció oficialmente la división administrativa en regiones militares y el ámbito de jurisdicción de las mismas. En el caso de la IX Región, ésta no aparecía en la nueva estructura de 1939. La Capitanía General de Granada, de cuatro siglos de vigencia, había desaparecido en la reforma de 1893. 
Durante el curso de la Segunda Guerra Mundial, debido al desembarco aliado en el Norte de África en noviembre de 1942, se estableció la creación de esta nueva IX Región Militar para reorganizar las fuerzas de la zona. A tal efecto, como segregación de la II Región Militar, fue oficialmente creada el 1 de marzo de 1944, con Capitanía General en Granada. En 1959 sería igualada al mismo rango de las demás y elevada la jerarquía de su mando a teniente general (por razones orgánicas, el mando estaba conferido hasta entonces a un general de división, con denominación y facultades de capitán general), al mismo tiempo que integraría también la provincia de Jaén, dependiente hasta entonces de la II Región Militar. Así pues, quedaron establecidas las siguientes regiones:
| Regiones Militares de España (1944-1984) |  |                                                                                    | |
| I                                        |  | (Capitanía General de la) Primera Región Militar, capitanía general de Madrid.     | Nota: Era, por cuestiones políticas y militares, la más importante. Albergaba a la gran unidad más poderosa y mejor armada del Ejército: la División Acorazada Brunete n.º 1. |
| II                                       |  | (Capitanía General de la) Segunda Región Militar, capitanía general de Sevilla.    | Nota: Tal vez la más importante, tras la I Región Militar. Su función básica era la defensa del Estrecho de Gibraltar. Albergaba a la segunda gran unidad más poderosa del Ejército: la División Mecanizada (DIM) Guzmán el Bueno n.º 2.                                         |
| III                                      |  | (Capitanía General de la) Tercera Región Militar, capitanía general de Valencia.   | Nota: Se trataba de una región militar de enorme importancia, por su considerable guarnición. |
| IV                                       |  | (Capitanía General de la) Cuarta Región Militar, capitanía general de Barcelona.   | Nota: Vigilaba los Pirineos Orientales, y controlaba la importante región catalana, la más desarrollada de España, con un fuerte sentimiento nacionalista. |
| V                                        |  | (Capitanía General de la) Quinta Región Militar, capitanía general de Zaragoza.    | Nota: Vigilaba los Pirineos Centrales. |
| VI                                       |  | (Capitanía General de la) Sexta Región Militar, capitanía general de Burgos.       | Nota: Como en la IV Región Militar, combinaba la importancia política –por englobar al País Vasco, la región más complicada de España por su fuerte sentimiento nacionalista, y lugar de gestación del terrorismo etarra- y la militar, pues vigilaba los Pirineos Occidentales. |
| VII                                      |  | (Capitanía General de la) Séptima Región Militar, capitanía general de Valladolid. | Nota: Tenía una gran importancia en el organigrama militar español por su posición central en el Norte de la península ibérica. |
| VIII                                     |  | (Capitanía General de la) Octava Región Militar, capitanía general de La Coruña.   | |
| IX                                       |  | (Capitanía General de la) Novena Región Militar, capitanía general de Granada.     | |
|                                          |  | Capitanía General de Baleares.                                                     | |
|                                          |  | Capitanía General de Canarias.                                                     | |

Tras el fracaso de la reorganización pentómica de 1958 (estructuración de inspiración norteamericana en divisiones pentómicas, las cuales estaban divididas en cinco “grupos de combate”, que podían actuar independientemente), al estar basada en la doctrina americana pero no contar con sus recursos humanos, materiales y financieros, el Ejército de Tierra de España emprendió una nueva reorganización en 1965, inspirada en la doctrina militar francesa, y con un marcado perfil regionalizador. Desde el punto de vista operativo, las unidades del Ejército se organizaban en:
- Fuerzas de Intervención Inmediata (FII), estaban dispuestas para ser proyectadas al escenario europeo como aliadas de la OTAN frente al Pacto de Varsovia. Su preparación y armamento se orientaban a la guerra convencional, y tenían limitada capacidad de defensa frente a armas nucleares. Según el tipo de unidad y su despliegue territorial, estaban entre el 70% (en el caso de Divisiones) y el 100% (en el caso de Brigadas) de sus plantillas. Formadas por:
  - División Acorazada Brunete Nº 1 (DAC-1) (I Región Militar).
  - División Mecanizada Guzmán el Bueno Nº 2 (DIM-2) (II Región Militar).
  - División Motorizada Maestrazgo Nº 3 (DIMT-3) (III Región Militar).

Este tipo de unidades aportaban a las regiones militares en las que estaban acuarteladas enorme poder militar e importancia estratégica, dado que se trataban de unidades militares de primer nivel, bien armadas y potentes.
Simultáneamente, en 1965, serían constituidas e incluidas dentro de las FII tanto la Brigada de Infantería de Reserva (BRIR), que se asentaría en la IX Región Militar, como la Brigada de Artillería para Cuerpo de Ejército (BRARTCE), emplazada en la VI Región Militar, al mismo tiempo que se disolvería la División de Caballería, instituida tras la Guerra Civil, creándose e incluyéndose también la Brigada de Caballería (BRC) Jarama I, acuartelada en su mayor parte en la VII Región Militar. Poco después, en diciembre de ese mismo año, se creará, en la I Región Militar, la Brigada Paracaidista (BRIPAC) y en enero de 1966, en la VIII Región Militar, la Brigada Aerotransportada (que serían incluidas igualmente dentro de las Fuerzas de Intervención Inmediata), culminando así este nuevo proceso de reorganización del Ejército español.
- Fuerzas de la Defensa Operativa del Territorio (DOT), encargadas de la defensa de la región militar donde se encuentren destinadas, y concebidas para hacer frente a la guerra subversiva, infiltraciones y desembarcos. Tenía funciones de cobertura inicial de zonas, defensa de costas y fronteras, acciones contra núcleos hostiles, reducción de guerrilleros, defensa permanente de zonas fundamentales y puntos básicos de la región militar, implantación de medidas de extrema seguridad y urgencia, contención de disturbios y manifestaciones tumultuosas muy graves, y facilitación de la movilización y encuadramiento de unidades en caso necesario. Su misión básica era la defensa del Estado, del Gobierno y del territorio frente a los enemigos interiores. Estaban bajo el mando directo de los Capitanes Generales de las distintas regiones militares y se encontraban, en tiempos de paz, al 40-50% de su plantilla teórica, estando prevista completarlas mediante la movilización de reservistas. Sus servicios logísticos eran prestados por parte de Grupos o Unidades Regionales de sanidad militar, intendencia, automovilismo, mantenimiento, etc. Estos Grupos o Unidades Regionales reforzaban la implantación regional de las Fuerzas DOT. Llegó a existir una Brigada DOT (BRIDOT) en cada región militar , con la numeración de la propia región militar a la que pertenecía, a lo que había que añadir las Unidades de Montaña DOT, que consistían en tres unidades, una por cada región militar limítrofe con Francia a través de la frontera pirenaica, que correspondían de la siguiente manera: una Brigada de Infantería de Alta Montaña en la V Región Militar, y dos Divisiones de Montaña, una en la IV Región Militar ("Urgel Nº 4") y otra en la VI Región Militar ("Navarra Nº 6").

La regionalización dentro de la estructura militar de las Fuerzas Armadas de España penetró con fuerza, e influyó en aspectos tan específicos como la instrucción de reclutas. Los Centros de Instrucción de Reclutas, creados por Orden del 4 de diciembre de 1964, eran los encargados de darle una primera formación militar básica (primero de tres meses, y posteriormente de mes y medio) a los reclutas, para hacerse soldados posteriormente tras su jura de bandera. Fueron 18 CIR los que se crearon (aunque sólo perduraron en el tiempo 16): uno por cada región militar, excepto la I Región Militar (que disponía de tres), y la II y III Regiones Militares (que disponían de dos). Tras la jura de bandera, cada soldado se incorporaba a su cuartel de destino, dentro de esa región militar. Los CIR existentes (sin contar el BIR de El Aaiún) fueron:
| CIR              | Ubicación                                                             | Región Militar      | Observaciones |
| ---------------- | --------------------------------------------------------------------- | ------------------- | --- |
| CIR N.º 1        | Base San Pedro (Colmenar Viejo)                                       | I Región Militar    | |
| CIR N.º 2        | Cuartel Fernando Primo de Rivera (Alcalá de Henares)                  | I Región Militar    | Desapareció en 1979. |
| CIR N.º 3        | Campamento Santa Ana (Cáceres)                                        | I Región Militar    | Ahora es el CEFOT-1. |
| CIR N.º 4        | Obejo - Cerro Muriano (Provincia de Córdoba)                          | II Región Militar   | En 1985, los CIR Obejo, Cerro Muriano y Viator fueron absorbidos por el CIR 16, que cambia la denominación por CIR SUR, y que a su vez quedará disuelto en 1991. |
| CIR N.º 5        | Cerro Muriano (Provincia de Córdoba)                                  | II Región Militar   | En 1985, los CIR Obejo, Cerro Muriano y Viator fueron absorbidos por el CIR 16, que cambia la denominación por CIR SUR, y que a su vez quedará disuelto en 1991. |
| CIR N.º 6        | Base Álvarez de Sotomayor (Viator)                                    | IX Región Militar   | En 1985, los CIR Obejo, Cerro Muriano y Viator fueron absorbidos por el CIR 16, que cambia la denominación por CIR SUR, y que a su vez quedará disuelto en 1991. |
| CIR N.º 7        | Base Jaime I (Bétera), inicialmente. Base General Almirante (Marines) | III Región Militar  | |
| CIR N.º 8        | Acuartelamiento Alferez Rojas Navarrete (Rabasa)                      | III Región Militar  | |
| CIR N.º 9        | San Clemente de Sasebas (Gerona)                                      | IV Región Militar   | |
| CIR N.º 10       | San Gregorio (Zaragoza)                                               | V Región Militar    | |
| CIR N.º 11       | Araca (Vitoria)                                                       | VI Región Militar   | |
| CIR N.º 12       | El Ferral del Bernesga - Base Conde de Gazola (León)                  | VII Región Militar  | |
| CIR N.º 13       | Figueirido (Pontevedra)                                               | VIII Región Militar | |
| CIR N.º 14       | General Asensio (Mallorca)                                            | Islas Baleares      | |
| CIR N.º 15       | Hoya Fría (Tenerife)                                                  | Islas Canarias      | |
| CIR N.º 16       | Camposoto (Cádiz)                                                     | II Región Militar   | Ahora es el CEFOT-2. |
| CIR N.º 17       | Base Álvarez de Sotomayor (Viator)                                    | IX Región Militar   | Desapareció en 1968. |
| CIR (CIE) N.º 18 | Campamento General Martin Alonso de Tremp, (Lérida)                   | IV Región Militar   | Ahora es la Academia General Básica de Suboficiales. |

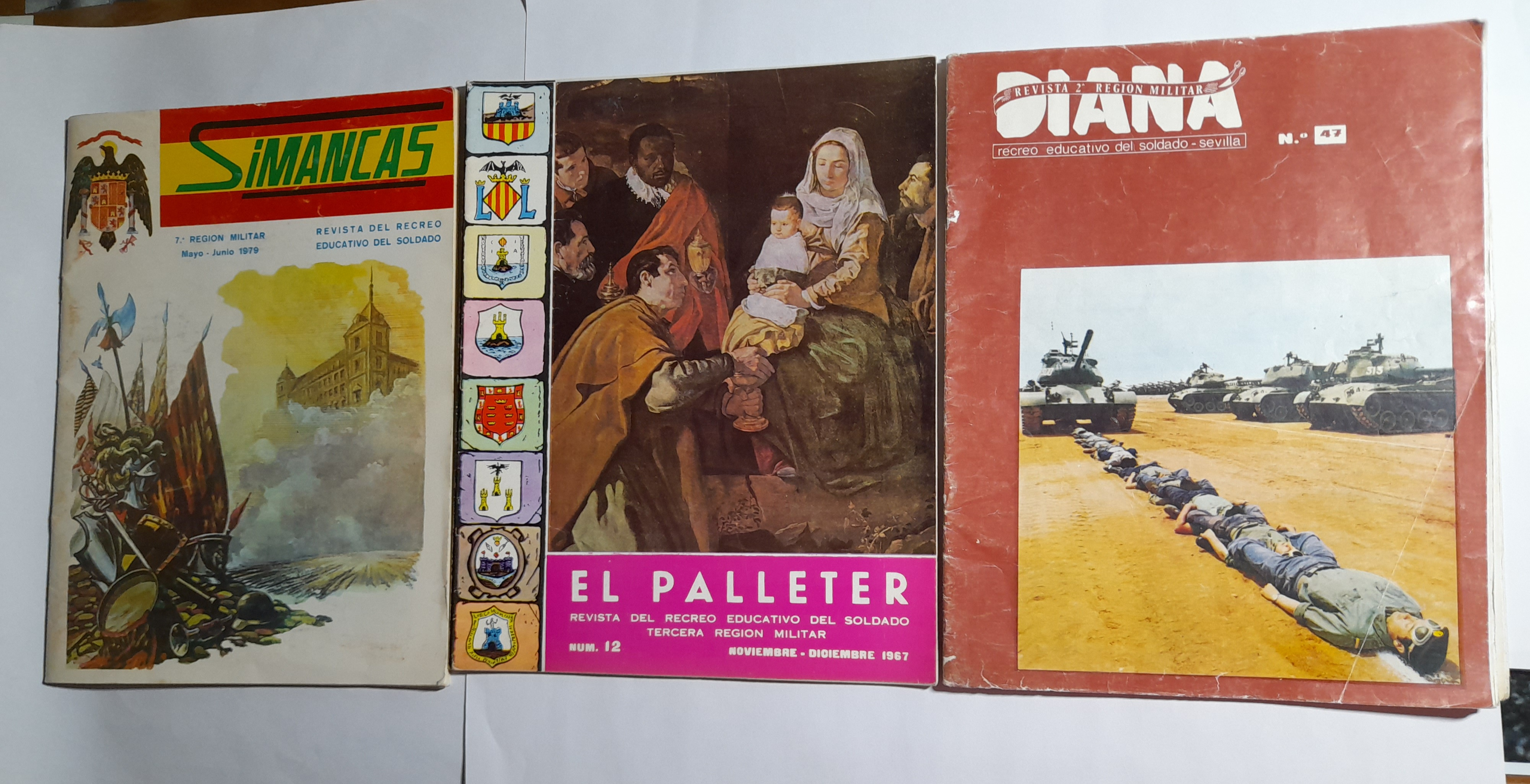
Algunos ejemplares de revistas militares regionalizadas para cada Capitanía General.

Así mismo, la regionalización en el ámbito militar comportó también la publicación de diferentes revistas del RES (Recreo Educativo del Soldado) por parte de cada Capitanía General, de manera que cada Región Militar editaba la suya, para dar novedades, informaciones, cultura, etc. (por ejemplo: Diana en la II Región Militar, El Palleter en la III Región Militar, Ciudadela en la IV Región Militar, Moncayo en la V Región Militar, Norte / Tropas del Norte en la VI Región Miltar, Simancas en la VII Región Militar, Atalaya / Finisterre en la VIII Región Militar, Bailén en la IX Región Militar, Honderos en Islas Baleares, Atlántida / Hespérides en Canarias, Pirineos en la posterior Región Militar Pirenaica Oriental, o Noroeste en la posterior Región Militar Noroeste).

### Democracia
Después de 1978, junto a otras demarcaciones extrapeninsulares, el Ejército de Tierra español pasó de estar dividido de nueve, a seis y cuatro regiones militares. El 1 de agosto de 1984, fruto del Plan META (Plan General de Modernización del Ejército de Tierra), se pasa de nueve a seis regiones militares (no de forma inmediata, sino a lo largo de los tres años siguientes), se reestructuran las Capitanías Generales, se modifica la forma en la que eran concebidas hasta entonces (desapareciendo, por ejemplo, las BRIDOT), y cambian su denominación oficial a Mando Operativo Regional (MOR). El mando de las nuevas regiones ya reestructuradas sería ejercido por un Teniente General del Ejército de Tierra, con la denominación de Capitán General de la Región o Zona Militar correspondiente.
A tal efecto:
- El 17 de octubre de 1984 se suprimieron la Segunda Región Militar (Sevilla) y la Novena (Granada), para constituir una nueva Región Militar Sur[37] (proceso que además fue adelantado, debido a la muerte del capitán general de Granada de aquel momento, Ricardo Oñate de Pedro,[38] que no era partidario de la fusión),[39] en aplicación del decreto de reestructuración de la organización territorial para el Ejército de Tierra que fue aprobado ese mismo año.[40] La provincia de Badajoz se integraría, desde el primer momento, en la Primera Región Militar, todavía vigente en aquel momento.
- El 29 de mayo de 1985, fue eliminada la Tercera Región Militar (Valencia), reorganizándose como Región Militar Levante, siendo la única circunscripción peninsular que mantuvo inalterado su ámbito geográfico.[41]
- El 19 de junio de 1985, se suprimió la Primera Región Militar (Madrid), reconstituyéndose en los términos previstos del Plan META como Región Militar Centro, integrándose la provincia de Segovia en esta demarcación el 1 de octubre de 1985.[42]
- El 9 de octubre de 1985, fue abolida la Sexta Región Militar (Burgos), quedando reformulada como Región Militar Pirenaica Occidental, e integrándose en ella la provincia de Soria el 1 de enero de 1986.[43]
- También se suprimieron la Cuarta Región Militar (Cataluña) y la Quinta (Zaragoza), el 21 de noviembre de 1986, para constituir una nueva Región Militar Pirenaica Oriental (con sede en Barcelona);[44]  y la Séptima (Valladolid) y la Octava (Galicia), el 10 de julio de 1987, para constituir una nueva Región Militar Noroeste[45] (con sede en La Coruña, que pasaría a ser la sede del Mando Regional Noroeste, creándose en Valladolid la 2.ª Jefatura de la Región).[46]

| Regiones Militares de España (1984-1997) |  |                                                                              |
| I                                        |  | Región Militar Centro, con Mando y Cuartel General en Madrid.                |
| II                                       |  | Región Militar Sur, con Mando y Cuartel General en Sevilla.                  |
| III                                      |  | Región Militar Levante, con Mando y Cuartel General en Valencia.             |
| IV                                       |  | Región Militar Pirenaica Oriental, con Mando y Cuartel General en Barcelona. |
| V                                        |  | Región Militar Pirenaica Occidental, con Mando y Cuartel General en Burgos.  |
| VI                                       |  | Región Militar Noroeste, con Mando y Cuartel General en La Coruña.           |

La nueva organización militar territorial del Ejército de Tierra surgida tras el Plan META (que pretendía homologar el Ejército de Tierra con los demás ejércitos terrestres europeos, tras la integración, en 1982, de España en la OTAN) arrojó, a grandes rasgos, esta distribución:
| Región Militar           | Unidades                                                                                            | Subdivisiones              |
| ------------------------ | --------------------------------------------------------------------------------------------------- | -------------------------- |
| I Región Militar         | DAC Brunete n.º 1 (El Pardo).                                                                       | BRIMZ XI (Bótoa).          |
| I Región Militar         | DAC Brunete n.º 1 (El Pardo).                                                                       | BRIAC XII (El Goloso).     |
| I Región Militar         | BRIPAC (Alcalá de Henares).                                                                         |                            |
| II Región Militar        | DIMZ Guzmán el Bueno n.º 2 (Cuartel General en Granada y Núcleo de Tropas Divisionario en Sevilla). | BRIMZ XXI (Cerro Muriano). |
| II Región Militar        | DIMZ Guzmán el Bueno n.º 2 (Cuartel General en Granada y Núcleo de Tropas Divisionario en Sevilla). | BRIMT XXII (Jerez).        |
| II Región Militar        | DIMZ Guzmán el Bueno n.º 2 (Cuartel General en Granada y Núcleo de Tropas Divisionario en Sevilla). | BRIMT XXIII (Almería).     |
| II Región Militar        | MALEG (Málaga).                                                                                     |                            |
| II Región Militar        | Comandancia General de Ceuta.                                                                       |                            |
| II Región Militar        | Comandancia General de Melilla.                                                                     |                            |
| III Región Militar       | DMIT Maestrazgo n.º 3 (Valencia).                                                                   | BRIMT XXXI (Castellón).    |
| III Región Militar       | DMIT Maestrazgo n.º 3 (Valencia).                                                                   | BRIMT XXXII (Cartagena).   |
| IV Región Militar        | DIM Urgel n.º 4 (Lérida).                                                                           | BRCZM XLI (Lérida).        |
| IV Región Militar        | DIM Urgel n.º 4 (Lérida).                                                                           | BRICZAM XLII (Jaca).       |
| V Región Militar         | DIM Navarra n.º 5 (Pamplona).                                                                       | BRCZM LI (San Sebastián).  |
| V Región Militar         | DIM Navarra n.º 5 (Pamplona).                                                                       | BRICZAM LII (Vitoria).     |
| V Región Militar         | BRC Castillejos II (Zaragoza).                                                                      |                            |
| VI Región Militar        | BRILAT (Figueirido)                                                                                 |                            |
| VI Región Militar        | BRC Jarama I (Salamanca)                                                                            |                            |
| Zona Militar de Canarias | JT Tenerife                                                                                         |                            |
| Zona Militar de Canarias | JT Las Palmas                                                                                       |                            |
| Zona Militar de Baleares | JT Palma de Mallorca                                                                                |                            |
| Zona Militar de Baleares | CT Menorca                                                                                          |                            |
| Zona Militar de Baleares | CT Ibiza                                                                                            |                            |

Se produjeron numerosos cambios y reformas en multitud de unidades y especialidades (el contingente se redujo a la mitad, se disolvieron ciento dieciséis unidades, las veintiuna COE´s se redujeron a un grupo por región militar y a una unidad independiente de la Legión, se creó en cada región un batallón de construcción y una compañía de transmisiones permanentes, Baleares quedó al mando de un general de división, los antiguos Centros de Instrucción de Reclutas fueron convertidos en bases, todas las bases fueron dotadas de una unidad de servicios, etc.), pero en lo que respecta a la cuestión regional de la organización territorial militar, resalta un cambio en la organización de la logística militar. En 1987, fueron creados tres Mandos de Apoyo Logístico Interregional (MALZIR), cada uno de los cuales disponía de una agrupación por región o zona apoyada, y estaban organizados bajo mando único, supeditados al Mando de Apoyo Logístico del Ejército (MALE):
| MALZIR | Región Militar           | Unidades                                   |
| ------ | ------------------------ | ------------------------------------------ |
| Norte  | IV Región Militar        | AALOG 41 (Zaragoza).                       |
| Norte  | V Región Militar         | AALOG 51 (Castrillo).                      |
| Centro | I Región Militar         | AALOG 11 (Campamento).                     |
| Centro | III Región Militar       | AALOG 31 (Paterna).                        |
| Centro | VI Región Militar        | AALOG 61 (Valladolid).                     |
| Centro | Zona Militar de Baleares | AALOG 71 (Palma).                          |
| Sur    | II Región Militar        | AALOG 21 (Sevilla).                        |
| Sur    | II Región Militar        | AALOG 22 (Granada).                        |
| Sur    | II Región Militar        | AALOG 23 (Comandancia General de Ceuta).   |
| Sur    | II Región Militar        | AALOG 24 (Comandancia General de Melilla). |
| Sur    | Zona Militar de Canarias | AALOG 81 (La Laguna).                      |
| Sur    | Zona Militar de Canarias | AALOG 82 (Las Palmas).                     |

En 1997, como resultado del Plan NORTE (Nueva Organización del Ejército de Tierra), el número de las regiones se redujo de nuevo en virtud de un segundo decreto de reestructuración, pasando de seis a cuatro (basando su organización, esta vez, en comunidades autónomas y no en provincias): se fusionaron la Región Militar Centro con la Región Militar Levante, y la Región Militar Noroeste con la Región Militar Pirenaica Occidental. Según esta reforma, el mando de las nuevas regiones sería ejercido por un Teniente General o General de División, con la denominación de General Jefe de la Región o Zona Militar correspondiente.
| Regiones Militares de España (1997-2002) |  |                                                                     |
| I                                        |  | Región Militar Centro, con Mando y Cuartel General en Madrid.       |
| II                                       |  | Región Militar Sur, con Mando y Cuartel General en Sevilla.         |
| III                                      |  | Región Militar Pirenaica, con Mando y Cuartel General en Barcelona. |
| IV                                       |  | Región Militar Noroeste, con Mando y Cuartel General en La Coruña.  |

Regiones militares de España desde 1997.

El Plan NORTE, que comportó una sensible pérdida de importancia de las regiones militares en la organización de las Fuerzas Armadas (tendencia que llevaba acusándose desde el Plan META), dividió el Ejército de Tierra en dos grandes bloques:
- Fuerzas Permanentes: Fuerza de Maniobra (FMA), Fuerza de Defensa de Área (FDA) y Fuerzas Específicas de Acción Conjunta (FEAC).
- Reserva Movilizable: Fuerza Movilizable de Defensa (FMD).

Las únicos elementos que seguían organizándose bajo una base estricta y prioritariamente regional eran los que componían la Fuerza de Defensa de Área (formada por las Jefaturas de Tropas de Tenerife y de Las Palmas, y por las Comandancias Generales de Baleares, Ceuta y Melilla). Este Plan supuso la puesta en marcha de numerosas reformas militares (todas las Divisiones existentes fueron reducidas a brigadas salvo la Brunete, se segregó la especialidad de Transmisiones de la de Ingenieros, se creó un Mando de Operaciones Especiales, etc.), pero en lo que respecta a reformas concernientes a circunscripciones regionales militares, destaca también una nueva reforma de la logística militar. Se crearon cuatro Mandos de Apoyo Logístico Regional (MALRE), que reemplazaron a los MALZIR:
| MALRE     | Unidades     | Ubicación                       |
| --------- | ------------ | ------------------------------- |
| Centro    | AALOG 11     | Colmenar.                       |
| Centro    | UALOG XXXI   | Paterna.                        |
| Norte     | AALOG 61     | Valladolid.                     |
| Norte     | UALOG LI     | Burgos.                         |
| Pirenaico | AALOG 41     | Zaragoza.                       |
| Pirenaico | UALOG XLII   | Barcelona.                      |
| Sur       | AALOG 21     | Sevilla.                        |
| Sur       | UALOG XXII   | Granada.                        |
| Sur       | ULOG 23      | Comandancia General de Ceuta.   |
| Sur       | ULOG 24      | Comandancia General de Melilla. |
| Baleares  | UALOG XXI    | Palma.                          |
| Canarias  | AALOG 81     | La Laguna.                      |
| Canarias  | UALOG LXXXII | Las Palmas.                     |

En 2002, la estructura básica de los ejércitos abandonó definitivamente la territorialidad, en beneficio de otros factores de carácter funcional y operativo. Las Regiones militares tradicionales desaparecieron, y desde entonces las Fuerzas Armadas españolas se organizan en unidades tácticas en función de los cometidos y misiones asignados. Por primera vez, las unidades operativas están subordinadas únicamente a sus mandos orgánicos, y no a los regionales. Los únicos territorios que han continuado preservando, hasta la actualidad, una cierta organización territorial en el ámbito militar, han sido los pertenecientes a la España extrapeninsular e insular, compuesta en este caso por: 
- La Comandancia General de Baleares.
- La Comandancia General de Ceuta.
- La Comandancia General de Melilla.
- El Mando de Canarias.

### Actualidad

Provincias agrupadas en sus respectivas Comunidades Autónomas, circunscripciones territoriales fundamentales sobre las que se organizan las Subdelegaciones y Delegaciones de Defensa, respectivamente.

En lo referente a la organización periférica del Ministerio de Defensa (que solía ser un ámbito administrativo concerniente a los cometidos de las regiones militares y de sus respectivos gobiernos militares), ésta se ajusta, actualmente y con carácter general, a la organización territorial civil de la Administración General del Estado, estructurada en provincias y comunidades autónomas. La administración periférica del Ministerio ejerce su actividad en todo el territorio del Estado a través de las Delegaciones de Defensa (creadas con la aprobación del Real Decreto 2206/1993, de 17 de diciembre) y de las Subdelegaciones de Defensa, que de ellas dependen, creadas entre 1994 y 1996, fechas en las que sustituyen a los Gobiernos Militares existentes hasta entonces en cada provincia, que serían suprimidos. La gestión e inspección de estas Delegaciones y Subdelegaciones corresponde a la Secretaría General Técnica de la Subsecretaría de Defensa, a través de la Subdirección General de Administración Periférica.
Hay una Delegación en cada comunidad autónoma, con sede en la capital de provincia donde radique el Gobierno de la misma y en las Ciudades de Ceuta y Melilla, donde el Delegado de Defensa es responsable directo de su funcionamiento. Las Subdelegaciones de Defensa dependen orgánicamente de las Delegaciones de Defensa y se establecen en capitales de provincia, ámbito este último sobre el que extienden sus competencias; toman su nombre de la mencionada capital. En aquellas provincias en las que radica la Delegación de Defensa de la comunidad autónoma, su titular ejerce también las funciones propias del subdelegado. La pretensión de esta reforma, por parte de la Secretaría General Técnica (SEGETEN) del Ministerio de Defensa, no era únicamente cambiar el nombre de Gobierno Militar por el de Delegación de Defensa, sino también desvincular la delegación del despliegue militar concreto que existía en cada provincia. De esta manera, la presencia del Ministerio de Defensa quedaba garantizada en todo el territorio nacional, sin que se produjese un vacío en alguna provincia, dado el nuevo despliegue del ejército, que cada vez profundizaba más en el planteamiento de racionalizar y simplificar su estructura periférica.

Escudo de la Brigada Logística.

En lo que respecta a la organización de la logística militar, que solía ser un ámbito con un perfil muy regionalizado dentro del Ejército de Tierra, en la actualidad corre a cargo de la Brigada Logística (perteneciente al Mando de Apoyo a la Maniobra), que dispone de varias Agrupaciones de Apoyo Logístico repartidas por el conjunto del territorio nacional, y que preservan un cierto perfil regional, heredado de la tradición organizativa que le ha caracterizado en las últimas décadas. Actualmente, La BRILOG está integrada por:
- Cuartel General, en el que se integra un Estado Mayor en Zaragoza
- Agrupación de Transporte n.º 1 en Madrid y Alcalá de Henares
- Agrupación de Apoyo Logístico n.º 11 en Colmenar Viejo (Mando de la Unidad) , Paterna (Valencia), Talavera de la Reina (Toledo) y Chinchilla (Albacete)
- Agrupación de Apoyo Logístico n.º 21 en Sevilla (Mando de la Unidad), Granada, Viator (Almería) y Villaviciosa de Córdoba (Córdoba)
- Agrupación de Apoyo Logístico n.º 41 en Zaragoza (Mando de la Unidad), y San Baudilio de Llobregat (Barcelona)
- Agrupación de Apoyo Logístico n.º 61 en Valladolid (Mando de la Unidad), Burgos y Vitoria (Álava)
- Agrupación de Apoyo Logístico n.º 81 en San Cristóbal de La Laguna (Santa Cruz de Tenerife)
- Agrupación de Sanidad n.º 1 en Madrid y Zaragoza.

División regional de España a efectos jurisdiccionales militares.

Dentro del ámbito de la jurisdicción militar, que era un ámbito que, a nivel regional, correspondía anteriormente a las regiones militares, dado que el capitán general era la máxima autoridad judicial en el territorio de su mando, también participa en la actualidad de una visible regionalización. De acuerdo con la Ley 44/1998, de 15 de diciembre, de Planta y Organización Territorial de la Jurisdicción Militar, España se divide en cinco territorios, a saber:
- Territorio primero: comprende las comunidades autónomas de Castilla-La Mancha, de Extremadura, de la Región de Murcia, de Madrid y Valenciana.
- Territorio segundo: comprende la comunidad autónoma de Andalucía y las ciudades de Ceuta y Melilla.
- Territorio tercero: comprende las comunidades autónomas de Cataluña, de Aragón, de las Islas Baleares y la Comunidad Foral de Navarra.
- Territorio cuarto: comprende las comunidades autónomas de Galicia, del Principado de Asturias, de Castilla y León, de Cantabria, del País Vasco y de La Rioja.
- Territorio quinto: comprende la comunidad autónoma de Canarias.

A estos territorios quedan adscritos varios órganos judiciales debidamente regionalizados, como los Tribunales Militares Territoriales, los Juzgados Togados Militares Territoriales y las Fiscalías de los Tribunales Militares Territoriales.

Subinspecciones Generales del Ejército de Tierra en la actualidad.

En la actualidad, lo más similar a un sucesor territorial (limitado a un plano de gestión de servicios y mantenimiento de bases militares) de las antiguas Capitanías Generales y Regiones Militares son las Subinspecciones Generales del Ejército (SUIGE), creadas, no obstante, bajo un concepto y unos cometidos muy diferentes a las primeras, y estructuradas bajo el mando de la Inspección General del Ejército de Tierra (IGE). La Inspección General del Ejército de Tierra (IGE) es el órgano del Apoyo a la Fuerza responsable en el ámbito del Ejército de Tierra español de la dirección, gestión, coordinación y control en materia de infraestructura, seguridad de las bases, vida en las unidades, centros y organismos en guarnición y de la prevención de riesgos laborales y del desarrollo de la normativa sobre régimen interior de las bases.
La IGE también desarrolla, dentro del marco de sus competencias, tareas relacionadas con propiedades, protección medioambiental y zonas e instalaciones de interés para la Defensa. Incluso algunos Centros y Organismos del Ministerio de Defensa, como los Archivos Intermedios Militares u otras dependencias del Instituto de Historia y Cultura Militar, han adecuado su ámbito territorial al de las Subinspecciones Generales del Ejército.
El vínculo de la IGE y las SUIGE con las antiguas Regiones Militares y Capitanías Generales está presente en ciertos hechos concretos, como la heráldica que portan las primeras y han portado las últimas, y que está muy relacionada; o el hecho de que las Jefaturas de la IGE y muchas SUIGE estén ubicadas, en su mayoría, donde antes lo estaban Capitanías Generales o gobiernos militares (como, por ejemplo, la de la IGE, que está ubicada en el edificio de la Capitanía General de Cataluña; la de la DIACU en el edificio de la Capitanía General de Madrid; la de la SUIGEPIR en el Gobierno Militar de Barcelona; la de la SUIGENOR en el edificio de la Capitanía General de Valladolid; o la de la SUIGECAN en el Gobierno Militar de Santa Cruz de Tenerife). En los casos en los que esta circunstancia no sucede, se debe a que Jefaturas de mucha mayor importancia son las que se hallan albergadas en los edificios de las antiguas Capitanías Generales, como es el caso de la SUIGESUR (dado que en el edificio de la Capitanía General de Sevilla se ubica el importante Cuartel General de la FUTER) y de la SUIGECAN (puesto que en el edificio respectivo se ubica el relevante Cuartel General del Mando de Canarias).
Se encuentra bajo la dependencia directa del Jefe del Estado Mayor del Ejército de Tierra.

Escudo de la Inspección General del Ejército de Tierra.

Este organismo se articula, desde su cuartel general en Barcelona, en una jefatura, dos direcciones y cuatro subinspecciones: